# Neostylodactylus
Neostylodactylus is een geslacht van kreeftachtigen uit de klasse van de Malacostraca (hogere kreeftachtigen).

## Soorten
- Neostylodactylus affinis Hayashi & Miyake, 1968
- Neostylodactylus amarynthis (de Man, 1902)
- Neostylodactylus investigatoris (Kemp, 1925)
- Neostylodactylus litoralis Okuno & Tachikawa, 2000
- Neostylodactylus sibogae (de Man, 1918)